# 太田秀和
太田 秀和（おおた ひでかず、1951年9月9日 - ）は、日本の実業家。

## 人物
神奈川県出身。横浜国立大学教育学部附属横浜中学校、神奈川県立光陵高等学校を経て慶應義塾大学経済学部卒業。1975年に国土計画（コクド）に入社。入社後は経理畑を歩む。
コクド入社後にプリンスホテル硬式野球部マネージャーを務めたり、日本野球連盟関東地区連盟事務局長を務めた経験を持つ。2006年に埼玉西武ライオンズ球団社長（兼オーナー代行）に就任した。ライオンズ経営陣に入ってからは退任するまで西武ドームでの主催試合開催の際に開場から1塁側の入口に立ってファンを出迎えていた。
2007年に発覚したアマチュア選手に対する不適切金銭供与問題の責任を取る形で副社長に降格したがファンからの信頼は絶大で、2008年シーズンに西武がレギュラーシーズン・日本シリーズを制覇した際のパブリックビューイングでは、試合終了後に居合わせた会場のファンたちから胴上げされているほか、後述のとおり副社長を退任する際にもファンへの挨拶の機会が設けられたり、グラウンドに姿を現した際に退任を惜しむファンから感謝の声援を送られるなどした。
2009年にライオンズ副社長を退任してプリンスホテル監査役に転出。その後は西武プロパティーズ専務取締役となった。
また神奈川・埼玉の5か所で幼稚園を運営する西武グループの学校法人西武学園の理事長も務めている。
神奈川県立光陵高等学校の同窓会「光陵会」会長も務めている。

## 略歴
- 1975年 - 国土計画入社。
  - 1997年 - 経理部財務課長。
  - 2002年 - 経理部次長。
  - 2004年 - 経理部長。
  - 2005年6月 - 財務部長。
- 2006年1月27日 - 西武ライオンズ社長兼オーナー代行就任。
  - 2007年5月 - 球団がアマチュア選手らに不適切な金銭を供与していた問題で、責任を取り副社長に降格。
  - 2009年1月 - 副社長退任。
- 2009年 - プリンスホテル監査役。
- 2012年 - 西武プロパティーズ専務取締役。